# Дубровка (Белохолуницкий район)
Дубровка — посёлок городского типа  в Белохолуницком районе Кировской области.
Расположен на левом берегу Вятки в 47 км к северо-северо-востоку от Белой Холуницы. Имеется тупиковая подъездная дорога к посёлку через Деревни от автодороги Белая Холуница — Кирс.

## История
Посёлок городского типа с 1966 года. Преобразован в сельский населённый пункт в 2005 году.

## Население
| 1989 | 2002  | 2010  |
| ---- | ----- | ----- |
| 2550 | ↘1976 | ↘1491 |

В 1970 году — 3236 человек, в 1979 году — 2750 человек.